# Ostrów Trzebielski
Rezerwat przyrody Ostrów Trzebielski – rezerwat faunistyczny obejmujący małą wyspę na Jeziorze Trzebielskim na obszarze regionu Kaszub zwanym Gochy. Został założony w 1987 roku. Powierzchnia rezerwatu wynosi 8,29 ha (akt powołujący podawał 8,10 ha). Otulina rezerwatu zajmuje 76,47 ha. Ochronie rezerwatu podlegają miejsca lęgowe mewy srebrzystej, rybitwy zwyczajnej i mewy śmieszki. Jednocześnie teren ten znajduje się w zasięgu obszaru Natura 2000 – SOO „Ostoja Borzyszkowska” (PLH220079).
Najbliższe miejscowości to Lipnica i Osusznica.